# Isabel Ernestina de Saxe-Meiningen
Isabel Ernestina de Saxe-Meiningen (Meiningen, 3 de dezembro de 1681 — Bad Gandersheim, 24 de dezembro de 1766) foi uma princesa de Saxe-Meiningen e uma das últimas abadessas da Abadia de Gandersheim, na Saxônia.

## Vida
Isabel Leonor era a filha mais velha do segundo casamento de Bernardo I, Duque de Saxe-Meiningen, com a princesa Isabel Leonor de Brunsvique-Volfembutel. O seu irmão mais novo, António Ulrico, foi duque de Saxe-Meiningen entre 1746 e 1763.
Isabel passou a sua infância e juventude em Meiningen e, desde cedo, que se começou a interessar por literatura e música. Também cantava e representava no teatro particular da família. Em 1713, após a morte da princesa Maria Isabel de Mecklemburgo-Schwerin, tornou-se abadessa na Abadia de Gandersheim, uma instituição religiosa evangélica que ficava no centro da Saxónia. Graças ao seu gosto pela ciência e pelas artes, Isabel contribuiu com uma extensa colecção de arte e para a biblioteca da abadia. A importância da abadia atingiu o seu ponto mais alto durante o seu governo e ela é vista como a abadessa mais importante do período da pós-reforma religiosa na abadia.
A 26 de Abril de 1721, Isabel e o capelão da abadia fundaram a biblioteca que ainda existe actualmente na abadia. O principal mecenas da biblioteca foi Anton Kroll von Freyhan, mas várias pessoas contribuíram para a construção da mesma. Entre 1713 e 1726, Isabel construiu um castelo de verão em Brunshausen com salas de convívio e de estudo. Depois de converter o castelo num mosteiro, também foi construído um jardim barroco. Em 1726, a abadessa mandou construir a magnífica ala barroca da abadia e acrescentou-lhe o Salão do Imperador. O edifício ficou concluído em 1736 e é o testamento mais claro da passagem de Isabel pela abadia.
Isabel tinha relação muito próxima com o seu irmão mais novo, António Ulrico, Duque de Saxe-Meiningen, mantendo sempre o contacto com ele. Quando surgiram disputas entre ele e os seus meios-irmãos relativamente à herança do pai, Isabel apoiou-o sempre e também o ajudou financeiramente. A colecção de arte e história natural de Meiningen foi criada em conjunto entre António Ulrico e Isabel. Após a morte de Isabel, foi António que herdou grande parte das colecções de arte da sua irmã que acabariam por ser transferidas da abadia para Meiningen.
Isabel morreu na véspera de Natal de 1766, depois de prestar serviço como abadessa durante cinquenta-e-três anos. O seu caixão, feito em mármore, encontra-se na abadia.

## Genealogia
| Isabel Ernestina de Saxe-Meiningen | Pai: Bernardo I, Duque de Saxe-Meiningen     | Avô paterno: Ernesto I, Duque de Saxe-Gota                            | Bisavô paterno: João II, Duque de Saxe-Weimar                                |
| Isabel Ernestina de Saxe-Meiningen | Pai: Bernardo I, Duque de Saxe-Meiningen     | Avô paterno: Ernesto I, Duque de Saxe-Gota                            | Bisavó paterna: Doroteia Maria de Anhalt                                     |
| Isabel Ernestina de Saxe-Meiningen | Pai: Bernardo I, Duque de Saxe-Meiningen     | Avó paterna: Isabel Sofia de Saxe-Altemburgo                          | Bisavô paterno: João Filipe, Duque de Saxe-Altemburgo                        |
| Isabel Ernestina de Saxe-Meiningen | Pai: Bernardo I, Duque de Saxe-Meiningen     | Avó paterna: Isabel Sofia de Saxe-Altemburgo                          | Bisavó paterna: Isabel de Brunsvique-Volfembutel, Duquesa de Saxe-Altemburgo |
| Isabel Ernestina de Saxe-Meiningen | Mãe: Isabel Leonor de Brunsvique-Volfembutel | Avô materno: António Ulrich, Duque de Brunsvique-Luneburgo            | Bisavô materno: Augusto de Brunsvique-Luneburgo                              |
| Isabel Ernestina de Saxe-Meiningen | Mãe: Isabel Leonor de Brunsvique-Volfembutel | Avô materno: António Ulrich, Duque de Brunsvique-Luneburgo            | Bisavó materna: Sofia Doroteia de Anhalt-Zerbst                              |
| Isabel Ernestina de Saxe-Meiningen | Mãe: Isabel Leonor de Brunsvique-Volfembutel | Avó materna: Isabel Juliana de Schleswig-Holstein-Sønderburg-Nordborg | Bisavô materno: Frederico de Schleswig-Holstein-Sønderburg-Nordborg          |
| Isabel Ernestina de Saxe-Meiningen | Mãe: Isabel Leonor de Brunsvique-Volfembutel | Avó materna: Isabel Juliana de Schleswig-Holstein-Sønderburg-Nordborg | Bisavó materna: Leonor de Anhalt-Zerbst                                      |